# Стрнадица остругашица
Стрнадица остругашица (лат. Calcarius lapponicus) је птица певачица из породице стрнадица Calcariidae, групе коју већина модерних аутора одваја од Fringillidae, зеба Старог света.

## Таксономија
Стрнадицу остругашицу формално је описао шведски природњак Карл фон Лине 1758. године у десетом издању своје „Systema Naturae“ . Карл фон Лине ју је сврстао са зебама у род Fringilla и сковао биномно име Fringilla lapponica. Стрнадица остругашица је сада једна од три остругашице сврстане у род Calcarius који је 1802. године увео немачки природњак Јохан Матеус Бехштајн. Енглески назив се односи на дуге задње канџе. Назив рода Calcarius потиче од латинског calcaria, „мамузе“, а специфични епитет lapponicus се односи на Лапонију.
Препознато је пет подврста:
- Calcarius lapponicus lapponicus (Linnaeus, 1758) - Северна Европа и Северна Азија
- Calcarius lapponicus kamtschaticus (Portenko, 1937) - североисточни Сибир
- Calcarius lapponicus coloratus (Ridgway, 1898) - Командорска острва
- Calcarius lapponicus alascensis (Ridgway, 1898) - крајњи источни Сибир, Аљаска и северозападна Канада
- Calcarius lapponicus subcalcaratus ( Brehm, CL, 1826) – северна Канада и Гренланд

## Опис
Стрнадица остругашица је снажна птица, са дебелим жутим кљуном која се храни семењем. Мужјак у гнездећем перју има црну главу и грло, белу пругу око очију, кестењасти потиљак, бели доњи део тела и јако прошарана црно-сива леђа. У зимском перју има једноставнију наранџасто-смеђу главу, смеђа леђа и кестењасти потиљак и панеле крила.
Мере:
- Дужина : 15-16 цм
- Тежина : 22,3-33,1 г
- Распон крила : 22-29 цм

## Распрострањеност и станиште
Стрнадица остругашица се гнезди широм арктичке Европе и Палеарктика, као и у Канади и најсевернијем делу Сједињених Држава. Миграторна је врста, зимује у руским степама, јужним Сједињеним Државама, северним скандинавским арктичким подручјима и све до обале јужне Шведске, Данске и Велике Британије. Стрнадица остругашица је једина азијска врста остругашице и, иако вероватно није еволуирала тамо, присутна је у источној Европи најмање око 30.000 година.

## Понашање

### Оглашавање
Најчешће оглашавање у лету је тврдо „прррт“, којем обично претходи назалнији „тивв“. Приликом гнежђења, производи и тиши „дујии“ након чега следи пауза и „трииииуу“; оба звука се смењују.

### Гнежђење
Стрнадица остругашица је птица која се гнезди на земљи, преферирајући да гради своје гнездо у облику шољице на падинама са густом вегетацијом или међу бусенима у ниским влажним подручјима. Стрнадица остругашица полаже у просеку 5 јаја по леглу. Гнезди се у влажној тундри, приобалним подручјима и мочварама.

### Зимовање
Током зиме стрнадица остругашица се обично налази широм Великих равница и североистока Сједињених Држава, као и у јужној Канади, где се обично могу видети како траже храну на пољопривредним пољима. Стрнадице остругашице често зими формирају јата мешаних врста, где их редовно прате ушате шеве (Eremophila alpestris) и снежне стрнадице (Plectrophenax nivalis).

### Хибридизација
Године 2011, мужјак хибрида стрнадице остругашице × снежне стрнадице идентификован је на Њуфаундленду и Лабрадору, у Канади.

### Исхрана
Прехрамбене навике стрнадице остругашице су прилично једноставне: углавном семењем зими и зглавкарима лети, када су активни.
Током зиме, стрнадица остругашица се храни семеном. Бере га са земље, ретко се храни директно на биљкама. Храниће се на истом подручју у периоду од неколико минута до сат времена, а затим одлеће тражећи ново подручје за храњење. Њихова исхрана семењем састоји се углавном од семена траве, лисичјег репа, гајеног проса, росике и пшенице. Током сезоне гнежђења, птице мигрирају на север, где им исхрана прелази на зглавкаре. Птићи се хране само зглавкарима, који такође чине исхрану родитеља у то доба године - јун до јула. Птице често хватају инсекте у ваздуху, али се хране кроз вегетацију када климатски услови спречавају инсекте да лете. Стрнадице остругашице могу конзумирати између 3.000 и 10.000 комада плена - инсеката или семена дневно, у зависности од њихових енергетских потреба; можда ће им бити потребно да повећају овај број за 3.000 када хране младе. Ларве и одрасле јединке чине главни део њихове инсектоједне исхране.

## Галерија
- Женска стрнадице остругашице Вагер Беј, Национални парк Уккусиксалик, Нунавут, Канада
- Јато стрнадица остругашица Алтон, Мисури
- Илустрација стрнадице остругашице Вилхелм фон Рајт (1810-1887)
- Јаја Calcarius lapponicus - MHNT